# Polymixis pallidior
Polymixis pallidior är en fjärilsart som beskrevs av Max Wilhelm Karl Draudt 1934. Polymixis pallidior ingår i släktet Polymixis och familjen nattflyn. Inga underarter finns listade i Catalogue of Life.